# Mùi cỏ cháy
Mùi cỏ cháy (tựa tiếng Anh: The Scent of Burning Grass) là một bộ phim điện ảnh Việt Nam thuộc thể loại tâm lý xã hội và chiến tranh công chiếu vào năm 2012. Bối cảnh chính của phim là Chiến dịch Xuân – Hè 1972 với trận Thành cổ Quảng Trị. Nhân vật chính trong phim là bốn sinh viên Trường Đại học Tổng hợp Hà Nội là: Hoàng, Thành, Thăng và Long theo lệnh tổng động viên lên đường nhập ngũ năm 1971, được huấn luyện tốc hành và sau cùng đã tham gia chiến đấu tại Thành cổ Quảng Trị năm 1972. Tại đây, Thành, Thăng và Long đã hi sinh còn Hoàng thì may mắn sống sót trở về. Bộ phim được kể lại từ ký ức của Hoàng, khi ông thăm lại chiến trường xưa.
Mùi cỏ cháy do Hãng phim truyện Việt Nam sản xuất. Kịch bản của phim do nhà thơ Hoàng Nhuận Cầm đảm nhiệm, dựa trên quyển nhật ký Mãi mãi tuổi hai mươi của liệt sĩ Nguyễn Văn Thạc. Khởi quay từ tháng 12 năm 2010, bộ phim được đặc cách tham dự Liên hoan phim Việt Nam lần thứ 17 tại Tuy Hòa, Phú Yên, được công chiếu giới thiệu tại Lễ Khai mạc tuần phim và đoạt giải Bông Sen Bạc.
Ngày 17 tháng 3 năm 2012, phim đã được trao bốn giải Cánh diều vàng cho Phim điện ảnh xuất sắc, Âm nhạc xuất sắc cho nhạc sĩ Đỗ Hồng Quân, Biên kịch xuất sắc cho Hoàng Nhuận Cầm và Quay phim xuất sắc nhất cho Nghệ sĩ ưu tú Phạm Thanh Hà tại Giải Cánh diều 2011. Bộ phim được Cục Điện ảnh chọn chiếu khai mạc đợt phim kỷ niệm các ngày lễ lớn tháng 4–5 năm 2012 và tiếp tục công chiếu trong tuần phim kỷ niệm 65 năm Ngày Thương binh, liệt sĩ. Phim cũng được Hãng phim Phương Nam phát hành dưới dịnh dạng DVD vào năm 2012.
Phim được chương trình Cine 7 – Ký ức phim Việt lựa chọn.

## Nội dung
Bộ phim được chia làm hai phần: phần 1 là giai đoạn bốn chàng sinh viên nhập ngũ và trở thành tân binh, và phần 2 là cuộc chiến đấu ở thành cổ Quảng Trị. Phim bắt đầu bằng cảnh bốn chàng sinh viên là Hoàng, Thành, Thăng và Long nhận được lệnh nhập ngũ trước khi lên đường đã cùng hẹn nhau vào công viên Thống Nhất và chụp ảnh kỷ niệm. Bốn người đã chụp ảnh xung quanh bức tượng cô gái ngồi đọc sách trong công viên với tiếng cười đùa tinh nghịch. Người thợ chụp ảnh (do NSND Nguyễn Hải đóng vai) không lấy tiền chụp ảnh mà hẹn ngày các anh chiến thắng trở về sẽ chụp thêm tấm nữa. Tiếp theo là cảnh bốn người trở lại giảng đường trường đại học Tổng hợp Hà Nội để viết những lời tạm biệt lên tấm bảng đen. Long trước khi nhập ngũ phải chứng kiến cảnh bố mẹ ly hôn tại tòa án và anh trở về nhà, lấy đi tấm ri đô ngăn đôi căn phòng, xếp hai chiếc giường ly thân lại cùng với một lá thư gửi bố mẹ.
Sau đó cả bốn người bạn lần lượt nhập ngũ. Trong ngày đầu lên xe đến nơi đóng quân, Hoàng gảy đàn cho những tân binh cùng hát chế lời từ bài Bước chân trên dải Trường Sơn: "Ta là con của bố ta mẹ ta/Nhớ nhà là ta trốn ta về/Ta không cần ba lô không cần lương khô không cần hăng gô/Ta về mấy phút xong ta lại vô..." Đại đội trưởng Phong, chỉ huy trưởng của bốn người, cho dừng xe lại và nghiêm khắc giáo huấn những người lính trẻ về tác phong và kỷ luật quân đội. Trong doanh trại, xen lẫn giữa những buổi tập luyện khắc nghiệt, gian khổ là những cảnh trốn ngủ tâm sự, đọc thơ, hát chèo, tắm truồng, chọc phá nhau hồn nhiên của những người lính trẻ và trong balô của họ vẫn còn mang theo những chú ve kim, những hòn bi đủ màu. Trong một lần đóng quân ở nhà dân, Long bằng tiếng đàn đã yêu và tỏ tình với một cô thôn nữ giặt áo bên giếng làng. Ngày chuyển quân, cô thôn nữ trao cho Long chiếc khăn tay thêu gói trong chiếc cặp ba lá với dòng chữ "Kỷ niệm 1971", hẹn ngày anh trở về. Những người lính trong đoàn xe trên đường hành quân đã ném vội thư xuống vệ đường để nhờ những phụ nữ nông dân nhặt lên gửi hộ. Khi gần đến mặt trận, Hoàng không may bị trúng đạn pháo, bị thương nặng và không thể tham gia chiến đấu đợt đầu cùng với ba người bạn của mình.
Trận chiến tại thành cổ Quảng Trị bắt đầu bằng việc những người lính phải vượt sông Thạch Hãn để vào trận địa, chịu thương vong nặng nề bởi bom và pháo trong lúc vượt sông. Đơn vị có 107 người, sau khi qua sông chỉ còn 49 người, dòng sông đầy máu và xác người. Ngay khi vừa qua sông, những anh tân binh đã phải chứng kiến cảnh thương binh nằm la liệt tại chốt cứu chữa, nhiều bao xác tử sĩ được khiêng ra từ trong thành. Tinh thần của Long trở nên hoảng loạn trước khung cảnh chiến trường, sau đó anh bị trúng mảnh pháo và hi sinh. Đồng đội của anh đã chôn anh cùng với tấm ri đô, cây đàn guitar cháy rụi và chiếc khăn tay đã thấm đỏ vì máu. Nấm mồ vừa được đắp xong đã lại bị một quả đạn pháo hất tung lên. Tại thành cổ, những người lính giải phóng trẻ phải đối đầu với quân đội Quân lực Việt Nam Cộng hòa tinh nhuệ thuộc đơn vị Nhảy dù và Thủy quân lục chiến được yểm trợ bởi bom, pháo và xe bọc thép M-113. Chiến sự ngày càng khốc liệt, nhất là trong bối cảnh Hội nghị Paris đang diễn ra. Giữa giờ nghỉ giao tranh, những người lính giải phóng trẻ vẫn chui ra từ hầm trú ẩn và đùa nghịch, Thành giả gái hát vở chèo Thị Mầu giữa những ngọn khói đen. Hoàng sau đó đã hồi phục và cũng lên đường đến chiến trường thành cổ, gặp lại Thành và Thăng nhưng chiến đấu khác đơn vị. Thăng, đảm nhận vai trò lính thông tin, bị trúng đạn và hi sinh khi cố nối lại đường dây liên lạc bị đứt.
Càng về cuối trận đánh, quân đội Việt Nam Cộng hòa càng đẩy mạnh tấn công nhằm đạt được mục tiêu cắm cờ chiến thắng trên thành cổ. Trong nỗ lực ngăn chặn những binh sĩ Cộng hòa cắm cờ, những khẩu súng AK-47 của Thành và đồng đội đều đã hết đạn, đồng đội của anh cũng đã lần lượt hi sinh. Trong phút lâm nguy, Thành dùng AK-47 gắn lưỡi lê xông lên đâm chết lính Cộng hòa đang cầm cờ vàng ba sọc đỏ nhưng ngay sau đó anh cũng bị trúng đạn ngay ngực và hi sinh. Mỗi lần một trong bốn người bạn hi sinh, bức tượng cô gái nơi công viên Thống Nhất đều rơi những giọt nước mắt bằng máu. Cuối phim là cảnh cuộc Tổng tiến công Mùa xuân năm 1975, kết thúc bằng hình ảnh xe tăng Quân đội Nhân dân Việt Nam húc đổ cổng Dinh Độc Lập. Hoàng gặp lại Đại đội trưởng Phong ngay trong sân dinh, hai người ôm nhau khóc khi Phong đưa trả tấm ảnh chụp bốn người bạn trước khi nhập ngũ bên bức tượng cô gái.

## Diễn viên
- Nguyễn Năng Tùng vai Hoàng 20 tuổi, Nguyễn Hữu Mười vai Hoàng 60 tuổi: Một người lính đồng thời là một nhà thơ hào hoa, lãng mạn, sinh viên khoa Văn Trường Đại học Tổng hợp Hà Nội, nhập ngũ ngày 6 tháng 9 năm 1971. Nhân vật này là bóng dáng thời còn trẻ của tác giả kịch bản Hoàng Nhuận Cầm,[2] là người dẫn chuyện và người tuyên ngôn chủ đề phim bằng chính số phận mình.[3] Hoàng là người duy nhất trong số bốn người còn sống sau 81 ngày đêm trận Thành cổ Quảng Trị và sau đó đã tham gia Chiến dịch Mùa Xuân 1975, gặp lại thủ trưởng cũ của mình ngay trước Dinh Độc Lập trong ngày 30 tháng 4 năm 1975. Mở đầu phim là cảnh Hoàng, lúc này đã 60 tuổi, trở lại Thành cổ Quảng Trị thắp hương cho đồng đội đã ngã xuống.
- Lê Văn Thơm vai Thành: Một người lính vui tính hay hát chèo, sinh viên khoa Văn Trường Đại học Tổng hợp Hà Nội, nhập ngũ ngày 6 tháng 9 năm 1971. Anh luôn ân hận vì những lỗi lầm đã làm mẹ giận trước đây và day dứt vì khi mẹ giận lại không chịu nằm yên cho mẹ đánh, luôn mong ngày chiến thắng trở về để nằm xuống cho mẹ đánh thật đau. Mong muốn ấy chưa thực hiện được thì anh đã hi sinh tại thành cổ Quảng Trị trong lúc ngăn cản lính Việt Nam Cộng hòa cắm cờ vàng ba sọc đỏ trên Thành cổ.
- Tô Tuấn Dũng vai Thăng: Hình bóng của liệt sĩ Nguyễn Văn Thạc,[4][5] sinh viên khoa Văn Trường Đại học Tổng hợp Hà Nội, nhập ngũ ngày 6 tháng 9 năm 1971. Anh viết nhật ký với những dòng tiên tri tháng 4 năm 1975 sẽ là ngày toàn thắng, làm vai trò lính thông tin. Anh hi sinh trên sông Thạch Hãn khi đang nối liên lạc cho đài chỉ huy.
- Nguyễn Thanh Sơn vai Long: Sinh viên khoa Văn Trường Đại học Tổng hợp Hà Nội, nhập ngũ ngày 6 tháng 9 năm 1971, một người lính thích hát và đánh đàn guitar. Trước giờ nhập ngũ, anh đã phải chứng kiến cảnh bố mẹ ly dị trong tòa án nên đã chạy về nhà xếp 2 cái giường ly thân làm 1 và mang ra chiến trường tấm ri đô ngăn đôi căn phòng nhỏ. Trước ngày hành quân vào Nam, anh quen 1 người con gái quê giặt áo bên giếng làng qua tiếng đàn và cả 2 hẹn ước ngày trở về qua chiếc khăn tay thêu dòng chữ "Kỷ niệm 1971". Anh hi sinh trong giây phút hoảng loạn giữa bom pháo sau khi vượt sông Thạch Hãn. Nấm mộ của anh vừa chôn xuống đã bị trúng phi pháo của Hạm đội 7 nổ tung.
- Lê Chí Kiên vai Đại đội trưởng Phong: Đại đội trưởng trong đơn vị của Hoàng, Thành, Thăng, Long, cấp bậc Trung úy, là người huấn luyện cho các tân binh và tham gia chỉ huy đơn vị tại Thành cổ Quảng Trị 1972. Nhân vật được khắc họa là 1 người nghiêm khắc với tân binh nhưng vui tính và giàu tình cảm với lính. Trong ngày chiến thắng 30 tháng 4 năm 1975, ông vô tình gặp lại Hoàng ở Dinh Độc Lập và ôm xiết lấy anh khóc khi thấy tấm ảnh 4 người lính chụp trước ngày nhập ngũ.

## Liên hệ thực tế

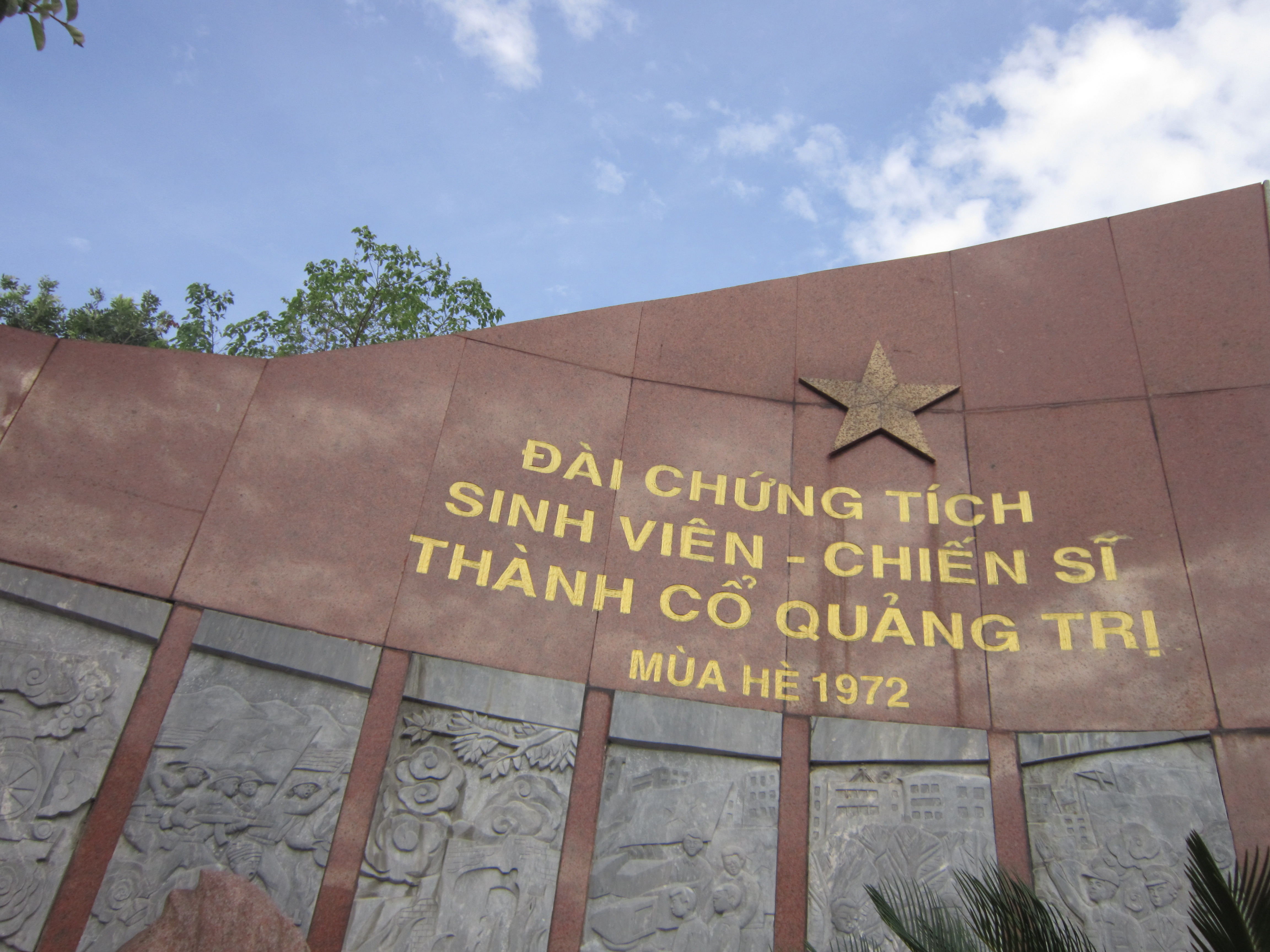
Đài chứng tích sinh viên – chiến sĩ Thành cổ Quảng Trị (Mùa hè 1972) nằm ở phía đông khu di tích Thành cổ Quảng Trị.

Mùi cỏ cháy là phim lịch sử, lấy bối cảnh giai đoạn 1971–1972, với lệnh gọi nhập ngũ của Việt Nam Dân chủ Cộng hòa đối với các sinh viên đang trên giảng đường đại học để có đủ nhân lực tiếp tục cuộc chiến tranh Việt Nam. Ngày 6 tháng 9 năm 1971, đã có hàng nghìn sinh viên nhập ngũ, riêng Trường Đại học Tổng hợp Hà Nội có tới 300 sinh viên, trong đó có Hoàng Nhuận Cầm và Nguyễn Văn Thạc. Sau khoảng 5 tháng huấn luyện ở Hà Bắc, những sinh viên này tham gia chiến đấu ở chiến trường Quảng Trị. Nơi các nhân vật chính hi sinh là Thành cổ Quảng Trị, nơi diễn ra một trong những trận chiến ác liệt bậc nhất trong Chiến dịch Xuân – Hè 1972 kéo dài 81 ngày đêm, từ ngày 28 tháng 6 năm 1972 đến ngày 16 tháng 9 năm 1972. Theo Hoàng Nhuận Cầm, nhân vật Thăng được xây dựng dựa trên nguyên mẫu liệt sĩ Nguyễn Văn Thạc, còn nhân vật Hoàng mang hình ảnh của chính ông nhưng thông qua hình ảnh của 4 người lính còn có thể thấy hình ảnh của những người lính, liệt sĩ khác như Vũ Đình Văn, Hoàng Giao Kim, Hoàng Thượng Lân...
Trong phim, đạo diễn Hữu Mười còn lấy lại một chi tiết từ nhật ký Mãi mãi tuổi hai mươi của Nguyễn Văn Thạc để xây dựng thành tình tiết nhân vật Thăng làm thơ tặng bạn gái và hẹn sẽ gặp nhau vào tháng 4 năm 1975. Ông chia sẻ: "Trong một bức thư liệt sĩ Nguyễn Văn Thạc gửi bạn gái là Như Anh đã viết, "Hẹn đến ngày 30 tháng 4 năm 1975 sẽ trả lời cho bạn câu hỏi, hạnh phúc là gì?". Câu này anh Thạc viết 2 lần. Và không ai giải thích được, tại sao anh lại biết được ngày 30 tháng 4 năm 1975 là ngày toàn thắng? Trong phim, tôi có ý xây dựng nhân vật Thăng mang hình ảnh anh Thạc. Tôi xây dựng Thăng là một chàng trai trẻ, bình thường, yêu thơ ca. Không phải là người có khả năng dự đoán tương lai. Tôi cũng bỏ ngày 30 đi, chỉ dám để tháng 4 năm 1975 là ngày hẹn gặp. Anh Thạc đã tiên liệu quá chính xác, nếu đưa vào phim, đôi khi thành khiên cưỡng. Nhưng điều đó thật kỳ diệu, không ai giải thích được".

## Sản xuất

### Phát triển

Bìa cuốn nhật ký Mãi mãi tuổi hai mươi do Nhà xuất bản Thanh niên ấn hành.

Biên kịch của phim là nhà thơ Hoàng Nhuận Cầm, cũng là sinh viên khoa Văn Trường Đại học Tổng hợp Hà Nội nhập ngũ ngày 6 tháng 9 năm 1971 và chiến đấu ở chiến trường Quảng Trị 1972. Ý tưởng kịch bản được ông bắt đầu sau khi nhật ký Mãi mãi tuổi hai mươi của liệt sĩ Nguyễn Văn Thạc ra mắt vào năm 2005, và sau đó là hàng loạt nhật ký thời chiến của các liệt sĩ khác như Đặng Thùy Trâm, Vũ Xuân, Tài hoa ra trận của liệt sĩ Hoàng Thượng Lân, Sống để yêu thương và dâng hiến của Hoàng Kim Giao, những bài thơ Nửa sau khoảng đời, Lạy mẹ con đi của Vũ Đình Văn. Hoàng Nhuận Cầm viết Mùi cỏ cháy còn là viết về thế hệ của ông và câu chuyện chính ông đã giã từ giảng đường đại học để lên đường vào chiến trường, cũng như mơ ước làm phim về Thành cổ trong những ngày chiến đấu tại đây năm 1972. Ngoài ra, Hoàng Nhuận Cầm đã đọc cuốn nhật ký Nguyễn Văn Thạc rất sớm do gia đình liệt sĩ gửi tặng và trong quyển nhật ký này đã có nhiều dòng nhắc đến ông như: "Cầm viết được nhiều, quả thực ở nó có tài năng, hay ít ra, đó cũng là một khả năng tốt… Nhưng vì sao nó nắm bắt mạch thơ đúng thế. Tưởng như lời nào của nó cũng là thơ (!)" khiến ông rất cảm động và đã gọi điện cho anh trai Nguyễn Văn Thạc để nói về ý tưởng làm phim. Ngay sau đó, được sự gợi ý của anh Đinh Trọng Tuấn là "Hãy từ những bài thơ của Cầm – nhật ký chiến tranh viết bằng thơ chuyển thành hình ảnh", Hoàng Nhuận Cầm quyết định bắt tay ngay với kịch bản phim Mùi cỏ cháy.

Tên phim được phát triển từ bài thơ Mùi cỏ cháy mà Hoàng Nhuận Cầm viết từ năm 1978:

Lửa đã đốt đi những điều anh chưa thành thật
Công sự khét mùi khói đạn mồ hôi
Thuốc súng phủ lên môi, giờ tấn công đã gọi
Anh ném nửa lá thư còn lại xuống chân đồi

Và câu thơ trích trong bài thơ Phương ấy cũng của ông

Đêm trong suốt áp ngực vào phương ấy
Gặp lại mùi cỏ cháy suốt thời trai

Việc đặt tên bốn nhân vật là Hoàng – Thành – Thăng – Long để thay mặt những người lính khi nói lên tình yêu với Hà Nội. Chi tiết bức ảnh 4 người lính, 3/4 người hi sinh và bức tượng màu trắng trong tấm ảnh được gợi ý từ một tấm ảnh thật cùng truyện ngắn Bức tượng dài ba trang do nhà biên kịch Đoàn Tuấn tặng cho ông. Người duy nhất còn sống sau này trở về trong số bốn người trong ảnh cũng chính là Đoàn Tuấn.
Trong quá trình xây dựng kịch bản, dù là người tham gia trực tiếp trận đánh nhưng ông vẫn sưu tầm nhiều bản thảo, sách báo, băng đĩa làm tư liệu. Hoàng Nhuận Cầm còn tâm sự thời gian này ông dường như được các liệt sĩ, được những người bạn đã hi sinh của ông phù hộ với nhiều tài liệu bất ngờ đến với ông. Cuối cùng kịch bản được viết từ ngày 27 tháng 7 năm 2005 đã kết thúc lúc 5 giờ sáng một ngày tháng 11 cùng năm. Đến năm 2010 thì kịch bản hoàn thiện qua nhiều lần sửa chữa, Cục Điện ảnh, Hội Điện ảnh quyết định đầu tư nâng cao và đưa vào sản xuất. Trước khi được dựng thành phim, Hoàng Nhuận Cầm và đạo diễn Hữu Mười đã đưa Đinh Thế Huynh (Trưởng ban Ban Tuyên giáo Trung ương Đảng Cộng sản Việt Nam) đọc và góp ý với tư cách người đồng đội cũng lên đường nhập ngũ ngày 6 tháng 9 năm 1971. Ngoài ra đạo diễn Hữu Mười để xây dựng kịch bản chi tiết cho bộ phim cũng đã đến thăm thành cổ Quảng Trị, nghe và đọc về 81 ngày đêm, tìm đọc những cuốn hồi ký, nhật ký của các liệt sĩ, của những cựu chiến binh đã từng tham gia cuộc chiến.
Trước khi đạo diễn Hữu Mười nhận làm phim, đã có từ 10–15 đạo diễn xem qua kịch bản Mùi cỏ cháy và đều không nhận bộ phim có kinh phí chỉ hơn 5 tỷ đồng. Đầu tháng 7 năm 2009, đạo diễn Hữu Mười được Hãng Phim truyện Việt Nam gọi lên giao kịch bản và sau nửa tháng suy nghĩ, ông đã đồng ý làm phim. Tuy nhiên sau đó Cục Điện ảnh đã không muốn để Hữu Mười làm nữa mà muốn giao cho đạo diễn khác giàu kinh nghiệm làm phim chiến tranh hơn cho đến khi ông được Giám đốc Hãng phim truyện Việt Nam dẫn lên Cục Điện ảnh để hứa với Cục là sẽ làm được.

### Tuyển vai
Việc tuyển chọn diễn viên cho 4 nhân vật chính đã được tiến hành liên tiếp trong hơn nửa năm. Hàng trăm thanh niên ở độ tuổi 19, 20 đã đến thử vai, hầu hết các nam diễn viên trẻ của các đoàn nghệ thuật trong nước cũng được chú ý đến. Cuối cùng 3 sinh viên Trường Đại học Sân khấu và Điện ảnh Hà Nội đã được chọn là Lê Văn Thơm – sinh viên năm thứ ba khoa kịch hát dân tộc đóng vai Thành, Tô Tuấn Dũng – năm hai lớp diễn viên sân khấu đóng vai Thăng và Nguyễn Thanh Sơn – cũng là sinh viên năm hai lớp diễn viên sân khấu đóng vai Long. Riêng nhân vật Hoàng lúc 20 tuổi do Nguyễn Năng Tùng, sinh viên năm cuối khoa Vật lý Trường Đại học Khoa học Tự nhiên, Đại học Quốc gia Hà Nội, từng tham gia lớp diễn viên đào tạo ba tháng do Hãng Phim truyện Việt Nam tổ chức thủ vai, còn Hoàng lúc 60 tuổi do đạo diễn Nguyễn Hữu Mười đảm nhận. Trong khi đó, nhân vật Đại đội trưởng Phong được giao cho diễn viên Lê Chí Kiên, công tác tại Nhà hát Múa rối Thăng Long trong vai trò đạo diễn và diễn viên.

### Quay phim
Trước khi khởi quay, đoàn làm phim cũng đã đến viếng mộ liệt sĩ Nguyễn Văn Thạc. Ngày 25 tháng 12 năm 2010, những thước phim đầu tiên của bộ phim đã chính thức được khởi quay sau hơn 1 năm chuẩn bị. Bức ảnh chụp 4 anh lính trẻ quây quần bên bức tượng cô gái đọc sách trong công viên Thống Nhất là cảnh khai máy của bộ phim. Kinh phí làm phim là 5,2 tỷ đồng trong đó 2 tỷ đồng để khấu hao máy móc và trả lương cho cán bộ, công nhân viên; gần 1 tỷ đồng dành làm hậu kỳ phim. Do hạn chế về kinh phí nên nhiều cảnh hay trong kịch bản đã không được thực hiện hoặc quay không đúng với ý đồ như cảnh đoàn tàu chở những người lính về thủ đô với những lá thư được ném qua cửa sổ. Tuy nhiên, trong quá trình làm phim, đoàn phim đã được sự ủng hộ của gia đình liệt sĩ Nguyễn Văn Thạc, Hội Cựu chiến binh chiến sĩ Quảng Trị nhập ngũ ngày 6 tháng 9 năm 1971 và nhiều cá nhân khác về tài chính; Trung ương Đoàn Thanh niên Cộng sản Hồ Chí Minh ủng hộ 1.000 thanh niên, sinh viên tình nguyện đóng trong cảnh cuối phim; Hãng phim Giải Phóng ủng hộ máy quay và nhân lực phục vụ các cảnh quay tại Thành phố Hồ Chí Minh; báo An ninh Thế giới nhận trách nhiệm bảo vệ an ninh cho các cảnh quay lớn (cảnh các tân binh thả thư ở Cửa Nam – Hà Nội, cảnh chiến đấu ở đầu cầu Sài Gòn) và lo chuyện ăn, ở cho đoàn phim trong thời gian quay ngoại tỉnh,...
Bối cảnh phim được thực hiện chủ yếu tại Làng Văn hóa Du lịch các dân tộc Việt Nam, Sơn Tây, Hà Nội; ngôi nhà cổ số 87 phố Mã Mây, Hà Nội; và Thành cổ Quảng Trị... Việc làm bối cảnh tốn thời gian nhiều tháng cho những cảnh quay chỉ có một tới hai ngày. Riêng bối cảnh thành cổ phải mất đến 4 tháng và chiếm phần lớn kinh phí làm phim. Các cảnh quay đầu tái hiện lại cuộc sống Hà Nội những năm 1970 đã sử dụng những cảnh quay sinh hoạt tại gia đình ở nhà cổ 87 phố Mã Mây. Để dựng lại cảnh chiến trận Thành cổ, đoàn làm phim đã tái hiện một phần Thành cổ ở Làng văn hóa Đồng Mô, do họa sĩ Phạm Quốc Trung thực hiện. Cảnh chiến đấu còn được sự ủng hộ của quân đội như 2 chiếc xe bọc thép M113 chiến lợi phẩm thời chiến tranh được Binh chủng Tăng – thiết giáp cho đoàn "mượn" để quay và sự hỗ trợ về người và vật chất từ phía Tiểu đoàn 93, Binh chủng Công binh với tổng số gần 600 quả nổ, bom lửa, xe cộ, xăng dầu... Tháng 9 năm 2011, bộ phim đã được đóng máy sau những cảnh quay cuối cùng tại Làng văn hóa Đồng Mô. Phim được làm hậu kỳ tại Thái Lan.

## Phát hành
Khi Mùi cỏ cháy hoàn tất, đạo diễn Hữu Mười đã mời những khán giả đầu tiên đến xem phim, đó là Hội cựu chiến binh 6/9, những người lính đã lấy ngày giã từ giảng đường (ngày 6 tháng 9) để lưu nhớ kỷ niệm. Bộ phim được đặc cách tham dự Liên hoan phim Việt Nam lần thứ 17 tại thành phố Tuy Hòa, Phú Yên và được chiếu giới thiệu tại Lễ Khai mạc tuần phim vào tối ngày 2 tháng 12 năm 2011. Ngay trong đêm ra mắt, phòng chiếu số 2 Trung tâm Chiếu Phim Quốc gia đã kín chỗ khiến nhân viên phải bố trí thêm ghế phía trên và thậm chí nhiều khán giả phải đứng dọc cánh gà. Tham gia buổi chiếu ra mắt có đại diện một số gia đình liệt sĩ, trong đó có ông Nguyễn Văn Thục, anh trai liệt sĩ Nguyễn Văn Thạc.
Phim được Cục Điện ảnh chọn chiếu khai mạc đợt phim kỷ niệm các ngày lễ lớn tháng 4 và tháng 5 năm 2012, sau đó được chiếu có doanh thu trong bốn đợt từ ngày 24 tháng 4 đến 15 tháng 6 tại các địa điểm chiếu phim ở các thành phố lớn như Hà Nội (Trung tâm Chiếu phim Quốc gia, Trung tâm Văn hóa Kim Đồng, Lotte Cinema Việt Nam), Thành phố Hồ Chí Minh (Lotte Cinema Việt Nam) và tại trung tâm phát hành phim, chiếu bóng của hơn 40 tỉnh thành. Trong tuần phim kỷ niệm 65 năm ngày Thương binh, Liệt sĩ diễn ra trong phạm vi cả nước từ ngày 20 đến ngày 30 tháng 7 năm 2012, Mùi cỏ cháy tiếp tục được Cục Điện ảnh chọn công chiếu. Sau đó, phim được Hãng phim Phương Nam phát hành dưới dạng DVD.

## Đón nhận

### Đánh giá chuyên môn
Phim được đánh giá đã lay động khán giả sâu sắc với những bi kịch đời thường và những hi sinh của tuổi trẻ thời chiến mang theo khát vọng về gia đình, tình yêu, tình bạn. Hoàng Nhuận Cầm tỏ ra khá cứng tay khi chọn lựa các chi tiết, các câu thoại thật đắt, lời các bài ca, bài thơ,... để khắc họa gương mặt và số phận bốn nhân vật Hoàng, Thành, Thăng, Long của mình. Những cảnh hành quân hay trú quân, mô tả chiến trận ở cung bậc quyết liệt nhất, bút pháp lọc lựa, chấm phá cũng được ông tận dụng triệt để (tiếng gọi "Mẹ ơi!" lặp lại trên dòng sông Thạch Hãn; cảnh khiêng trên vai những bao xác tử sĩ; cảnh chôn cất nhau trong cơn mưa tháng bảy...).
Đạo diễn Hữu Mười và êkíp làm phim cũng được nhận xét đã làm chủ được cách kể chuyện phức điệu của mình, tiết chế được tham vọng thi ca, tạo những tiếng cười chân thực hồn nhiên, tả chiến tranh chết chóc theo kiểu phương Đông, tập trung vào những khoảnh khắc bạo liệt để điểm huyệt gây ấn tượng, tạo nên những điểm nhấn nghệ thuật kết nối tất cả những ký ức hồn nhiên dễ thương của nhân vật làm người xem phải trào nước mắt. Những cảnh thương vong trong phim khiến không ít khán giả xúc động và nhỏ lệ. Các diễn viên cũng đã diễn xuất dung dị tự nhiên, lột tả được sự trong sáng hồn nhiên và tính cách riêng của 4 nhân vật chính, trong đó Lê Chí Kiên có những khoảnh khắc diễn xuất tuyệt vời khiến nhiều người cảm động. Đạo diễn Hữu Mười đã tự chấm điểm 10/10 cho mình trong vai trò đạo diễn cho bộ phim này vì khả năng gây xúc động người xem và vượt qua khó khăn về kinh phí làm phim.
Nhưng Mùi cỏ cháy cũng bị phê bình có nhiều bối cảnh quá đơn sơ. Nhiều cảnh phim bị lộ sự dàn dựng của đạo diễn và phim chưa thể hiện được sự khốc liệt cần có của một trong những trận chiến đẫm máu trong lịch sử chiến tranh Việt Nam. Chiến trường Thành cổ Quảng Trị bị bó hẹp trong bối cảnh chỉ vỏn vẹn vài trăm m² ở Làng Văn hóa Du lịch các dân tộc Việt Nam và tỏ ra không thực ở một số chi tiết. Những trận đánh cũng bị xem là quá đơn giản, ít máy bay, ít xe tăng, những điểm nổ thưa thớt, những đụn khói bom, khói đạn bốc lên còn mỏng manh, mờ nhạt. Công nghệ làm phim cũng bị đánh giá lạc hậu khi những cảnh thương vong, đổ máu tỏ ra không thật, cảnh những chiến sĩ vượt sông bị trúng bom, khán giả còn nhìn rõ đó là những hình nộm cao su, họa sĩ phải dùng những tranh vẽ thay cho kỹ xảo 3D. Giải Cánh diều vàng cho phim cũng bị đánh giá là thiếu thuyết phục khi xét về sáng tạo nghệ thuật, chỉ đạo diễn xuất và xử lý trong phim.

### Giải thưởng
Mùi cỏ cháy đã nhận giải Bông sen Bạc tại Liên hoan phim Việt Nam lần thứ 17 tổ chức ở Tuy Hòa, Phú Yên, ngoài ra Hoàng Nhuận Cầm còn được giải Bông Sen Vàng cho Biên kịch xuất sắc nhất. Tuy nhiên trước đó phim đã có dấu hiệu phạm quy do những phim truyện nhựa dự thi phải được sản xuất từ ngày 1 tháng 10 năm 2009 đến ngày 30 tháng 9 năm 2011 nhưng cuối cùng mặc dù chưa hoàn thiện phần hậu kỳ và Hội đồng duyệt mới chỉ xem phần hòa âm nhưng phim được đặc cách tham dự Liên hoan phim do Bộ Văn hóa, Thể thao và Du lịch thẩm định có chất lượng nghệ thuật tốt và được sản xuất trong thời gian cho phép dự thi.
Ngày 17 tháng 3 năm 2012, Mùi cỏ cháy đã được trao 4 giải Cánh diều vàng tại Lễ trao giải Cánh Diều Vàng 2011 cho phim điện ảnh xuất sắc nhất, âm nhạc xuất sắc cho nhạc sĩ Đỗ Hồng Quân, biên kịch xuất sắc cho Hoàng Nhuận Cầm và quay phim xuất sắc nhất cho Nghệ sĩ ưu tú Phạm Thanh Hà. Đạo diễn Hữu Mười, Hoàng Nhuận Cầm và nhạc sĩ Đỗ Hồng Quân khi lên phát biểu nhận giải đều dành những lời tri ân cho các liệt sĩ. Đạo diễn Hữu Mười nói: "Vinh danh Mùi cỏ cháy, là vinh danh quá khứ, câu chuyện cách đây 40 năm về những chiến sĩ đã ngã xuống để bảo vệ Thành cổ Quảng Trị. Chúng ta không bao giờ được phép quên quá khứ, nếu quên quá khứ sẽ không có tương lai".
Đoàn làm phim Mùi cỏ cháy còn được Tổng cục Chính trị (Bộ Quốc phòng) trao tặng bằng khen cho phim hay nhất về đề tài chiến tranh cách mạng. Tháng 9 năm 2012, Mùi cỏ cháy đã được Hội đồng tuyển chọn phim thuộc Bộ Văn hóa, Thể thao và Du lịch chọn làm đại diện cho Việt Nam tranh đề cử ở hạng mục Phim nói tiếng nước ngoài hay nhất tại Giải Oscar lần thứ 85. Phim cũng thỏa mãn tất cả các tiêu chí của Viện Hàn lâm Khoa học và Nghệ thuật Điện ảnh đề ra với hạng mục Phim nước ngoài hay nhất: phát hành trong khoảng thời gian từ ngày 1 tháng 10 năm 2011 đến ngày 30 tháng 9 năm 2012, được chiếu thương mại liên tục ít nhất 7 ngày tại thị trường nội địa. Tuy nhiên, phim đã không được Viện Hàn lâm nghệ thuật điện ảnh và khoa học Mỹ đưa vào danh sách xem xét đề cử tranh giải.